# Hess-Dreieck

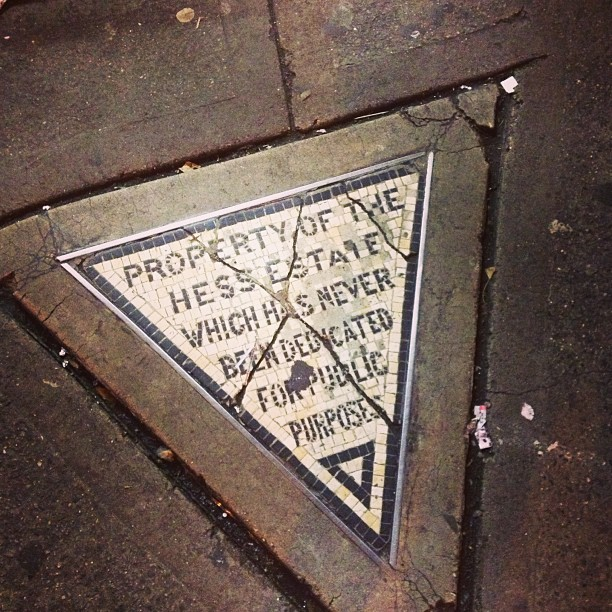
Das Hess-Dreieck im Jahr 2012

Das Hess-Dreieck ist eine dreieckige Mosaikkachel, die im West Village von New York City in den Gehweg an der Straßenecke von Seventh Avenue und Christopher Street eingelassen wurde.
Die Kachel trägt die Beschriftung „Property of the Hess Estate which has never been dedicated for public purposes“ („Eigentum der Hess-Erben, welches niemals für öffentliche Zwecke freigegeben wurde“). Es handelt sich um ein gleichschenkliges Dreieck mit einer 25 ½ inch (65 cm) langen Basis und 27 ½ inch (70 cm) langen Seiten, was eine Fläche von knapp über 0,2 Quadratmetern ist.

## Geschichte
Die Kachel entstand aus einer Auseinandersetzung zwischen der Stadtverwaltung und dem Anwesen David Hess’, eines Grundstückseigentümers aus Philadelphia, dem das Voorhis, ein fünfstöckiger Apartmentkomplex, gehörte. In den 1910er Jahren enteignete die Stadt hunderte Gebäude in der Gegend und riss diese ab, um die Seventh Avenue zu verbreitern und darunter die Erweiterung der U-Bahn-Strecke IRT Broadway – Seventh Avenue Line im Zuge der Doppelverträge von 1913 zu bauen. Laut Ross Duff Wyttock, welcher 1928 einen Bericht im Hartford Courant verfasste, entdeckten Hess’ Erben, dass, als die Stadt das Voorhis in Besitz nahm, bei der Begehung des Geländes diese kleine Ecke des Grundstücks vergessen wurde, woraufhin diese einen Hinweis auf den Besitz anbrachten. Die Stadt bat die Familie, das kleine Grundstück an die Öffentlichkeit zu übereignen, welche jedoch ablehnte und am 27. Juli 1922 das bis heute bestehende Mosaik installierte.
1938 wurde das Grundstück, seinerzeit das kleinste Grundstück in New York City, für 100 US-Dollar (entsprach 2021 inflationsbereinigt etwa 1.923 Dollar) an den angrenzenden Village Cigars store verkauft. Die neuen Eigentümer ließen die Tafel an ihrem Ort, wo sie sich noch heute befindet (Stand 2016).